# 王菲 (男藝人)
王菲（1925年4月10日—）本名王學瑾，山東煙臺人，台灣1950至1960年代著名國語流行歌曲男歌手，與王琛和孫威克同被稱為當時的三大男高音歌手之一，1970年代後轉以戲劇演出為主。
王菲的成名曲是《山東曼波》，由他自己作詞作曲，後曾被鄧麗君以山東話翻唱；他也是《傻瓜與野丫頭》的原唱之一（與紫薇合唱），後被謝雷與張琪翻唱。其它著名歌曲有《甘蔗與高粱》、《月夜戀》、《夢裡的情人》、《黃毛丫頭十八變》等。
王學瑾出道時的原本藝名是「王飛」，由軍中老長官所取；後來他自己再改為王菲。

## 生平
王菲曾就讀於北平中國大學，但因加入青年軍，所以沒有畢業。1949年隨軍隊抵達台灣，先後受訓於裝甲兵音樂幹部訓練班第二期、政工幹部訓練班第五分班第三期等。其後曾任政工隊指導員（今日國軍稱為輔導長）、音樂敎官、軍中劇隊演員。
其後，擔任民間劇團演員、歌舞團歌手、唱片歌手、電影插曲作曲、編劇、舞台劇演員、電影演員、電視演員等。晚年退休，居住在今永和區。

### 山東曼波
1955年10月31日，白光、葛蘭、林黛、李湄等人組成向蔣介石祝壽的勞軍團，在三軍球場（今介壽公園）舉行晚會，葛蘭演唱的曼波歌轟動全場。當時在現場的王菲聽到之後，興起創作類似歌曲的念頭。數日後，王菲將此首歌創作完成，並開始在勞軍時演唱。此首歌在當時軍中流傳數年，直到1960年由南國唱片邀請錄製唱片後，才傳至民間。

## 著名作品

### 音樂
- 《山東曼波》，1960年，南國唱片發行。
- 《傻瓜與野丫頭》，與紫薇合唱，周藍萍改編曲
- 《當我們小的時候》，周藍萍曲，1962年電影《龍山寺之戀》插曲
- 《甘蔗與高粱》，青山演唱，獲得總政治部優秀作曲獎

### 電影
- 《藍橋月冷》，1975年
- 《古寧頭大戰》，1979年，獲得文工會最佳演技獎

### 電視
- 《戰國風雲》，1980年中視電視連續劇，獲得文工會最佳演技獎

### 書籍
- 張夢瑞. . 聯經出版. 2003: 1–. ISBN 978-957-08-2642-5.
- 張玉法. . 財團法人吉星福張振芳伉儷文教基金會. 1997.

### 廣播節目
- 張夢瑞、林國欽. . 佳音廣播電台. 2012-12-29  [2014-11-08]. （原始内容存档于2014-12-11）.

## 外部連結
- 在開眼電影網的搜尋結果
- 在香港影庫的搜尋結果 （页面存档备份，存于）
- 在博客來的搜尋結果
- 在台灣大學圖書館的搜尋結果 （页面存档备份，存于）